# Lindéngruppen
Lindéngruppen är ett svenskt, familjeägt företag med säte i Höganäs.
Lindéngruppen grundades av Ulf G. Lindén, som 1974–1981 var verkställande direktör för det då börsnoterade AB Wilh. Becker, vilket därefter fusionerades med AB Volvo. Åren 1981–1987, medan han var vice VD i AB Volvo, byggde Lindén parallellt upp en egen företagsverksamhet med början genom att 1985 köpa ut aktierna i det börsnoterade AB Wilh. Beckers.
Lindéngruppen är ett av Sveriges största familjeföretag. Det är, som ensam ägare i AB Wilh. Becker, helägare i industrifärgtillverkaren Beckers Group och i Colart, den största internationella koncernen inom konstnärsmaterial. Företaget är sedan 2013 också hälftenägare i Höganäs AB, specialiserat på metallpulvertillverkning.
Lindéngruppen ligger bakom konsthallen Färgfabriken i Liljeholmen och Beckers Konstnärsstipendium. 
Lindéngruppen ärvdes efter Ulf G. Lindéns död 2009 av dottern Jenny Lindén Urnes.